# 칵뉴 대대
칵뉴 대대(암하라어: ቃኘው, 영어: Kagnew Battalions)는 6·25 전쟁 당시 국제 연합에 의해 편성된 유엔군의 병력 중 에티오피아 제국의 황제 하일레 셀라시에의 명령으로 한반도에 파병한 에티오피아의 파병부대로, 이들 중에는 황실 근위대에서 차출된 병사들도 포함되어 있었다. 이들은 1951년 6월부터 1954년 4월까지 활동했으며, 한국 전쟁이 끝난 이후에도 칵뉴 대대의 몇몇 병력은 1965년까지 대한민국에 남았다. 칵뉴 대대에서 모두 3,158명의 에티오피아인들이 활약했고, 이들은 싸우기만 하면 승리하는 대대로, 튀르키예 여단과 함께 명성을 떨쳤다.

## 부대의 명칭
"칵뉴"는 에티오피아어로 '혼돈에서 질서를 확립한다' 또는 '격파하라'는 뜻이며, 제1차 이탈리아-에티오피아 전쟁 당시 메넬리크 2세의 참모이자 하일레 셀라시에 황제의 아버지인 라스 마코넨이 타고 다녔던 전쟁 말의 이름이다.  당시 에티오피아 제국의 군부대 명칭은 유명한 군사령관의 전쟁 말의 이름으로 지어지게 되어있다.

## 부대의 편성
한국전쟁 당시 한반도로 파병된 칵뉴 대대는 육군에 소속된 부대들이 지원했으며, 또한 황실 근위대인 메할 세파리에서 소속된 장교들과 병사들도 차출되어 칵뉴 대대에 소속된 경우가 많았다. 이들은 에티오피아의 산지에서 집중적으로 훈련을 받아왔기에 파병된 지역에 익숙해지려고 했다. 또한 이 밖에도 공군과 해군도 임시적으로  지원한 적도 있었다.

## 6.25  전쟁에서의 활약

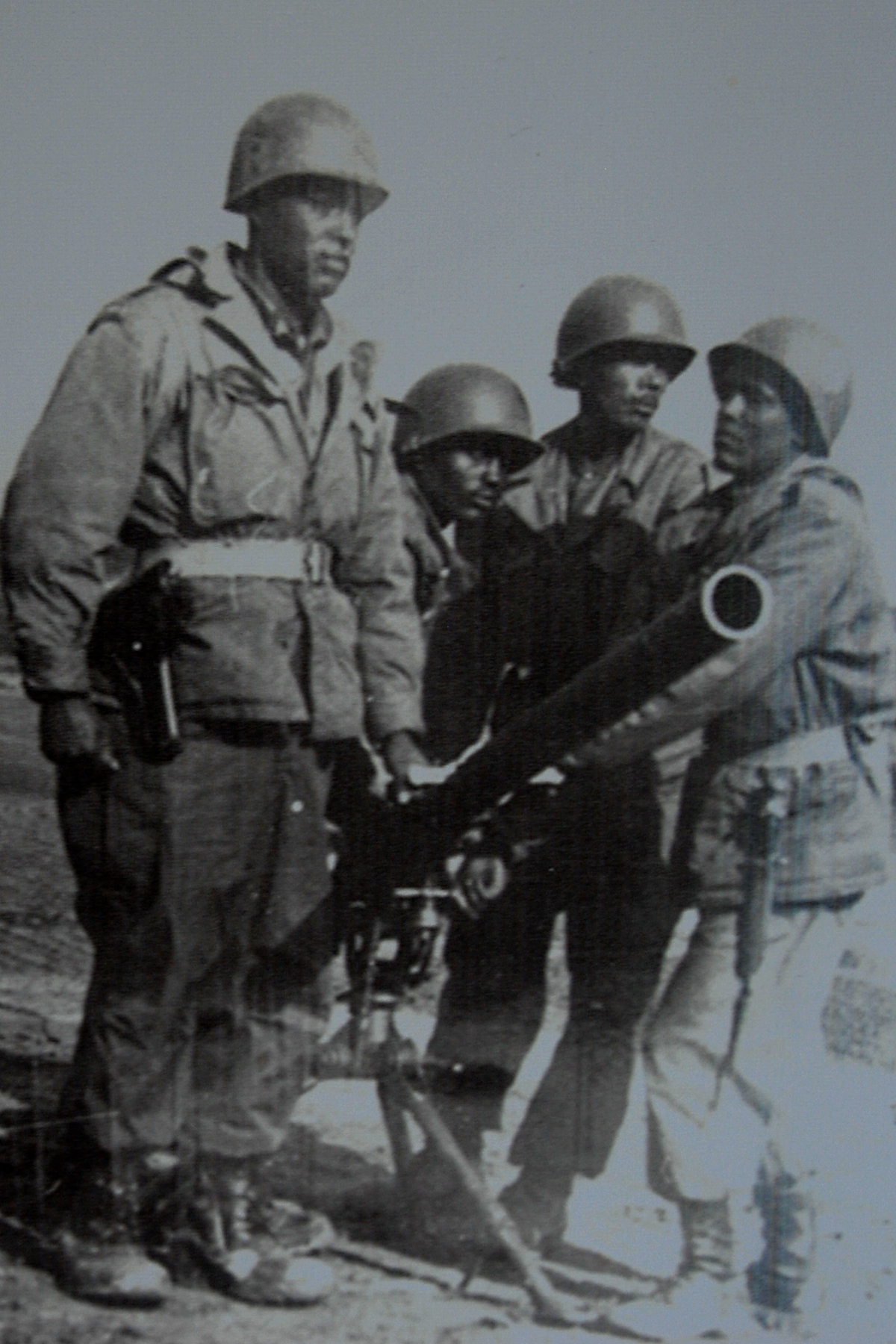
한국에서 활동 중인 에티오피아의 병사들

칵뉴 대대는 미국 제7보병사단과 함께 탁월한 전투 능력을 발휘했다. 전쟁 기간 121명이 죽고 536명이 부상을 입었다. 전쟁이 끝날 무렵 에티오피아 정부는 북한에 포로를 석방하라고 요구할 필요가 없었는데, 그 이유는 칵뉴 대대 병사들이 항복을 하지 않았기 때문이었다. 칵뉴 대대는 전투에서 한번도 진 적이 없었다. 칵뉴 대대는 238번의 전투를 치렀고, 교전 때마다 승리했다. 그들은 자기 부대원의 시체를 두고 가지 않았으며, 이는 칵뉴 대대 병사들이 전투에서 죽었다는 것을 알리지 않기 위함이었다. 이러한 칵뉴 대대의 모습은 미군 동료들에게 존경심을 불러 일으켰다.
영국의 군 역사학자 존 키간은 황실 근위대에서 모집된 에티오피아의 파병부대가 1960년부터 1964년까지 콩고에서 싸운 것보다 1951년부터 1954년까지 한국에서 더 특별한 능력을 보여주었다고 말했다. 참전한 이들은 1개의 은성무공훈장과 18개의 동성훈장을 수여받았으며, 이르게투 중령과 합테울드 마모 중위는 에티오피아인들이 받은 것 중 가장 높은 등급의 수훈을 받은 것이었다. 또한, 추가로 대대는 메넬리크 황제의 기사장을 받았다.

## 같이 보기
- 6.25 전쟁 유엔군 파병 국가
- 6.25 전쟁 의료지원단 파견 국가